# نظام الألوان الخفيفة على الظلام

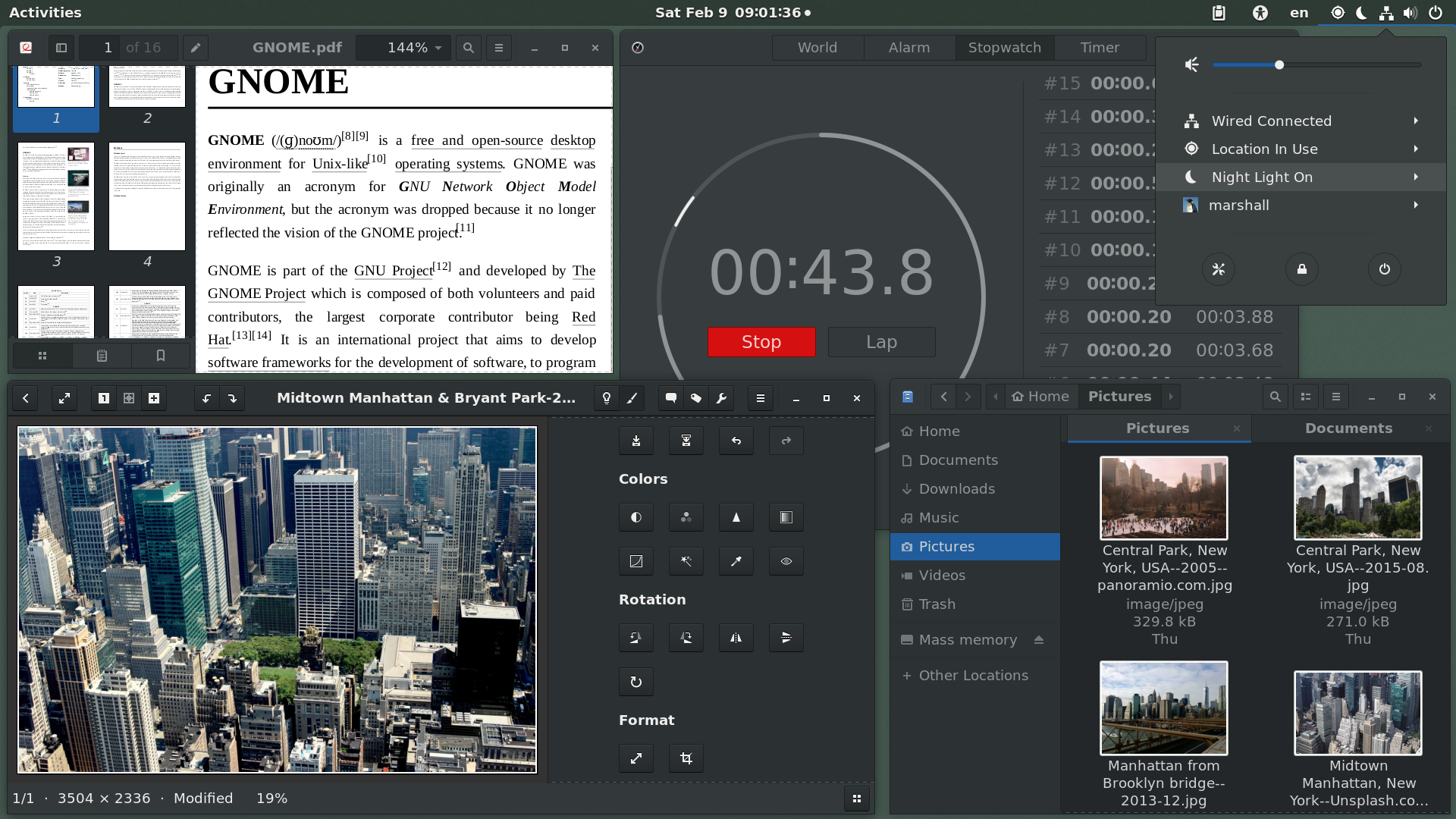
لقطة شاشة لجنوم في الوضع الليلي.

نظام الألوان المظلمة باللون الداكن، والمسمى أيضًا الوضع الداكن أو السمة الداكنة أو والاسم الأشهر عربيًا الوضع الليلي، هو نظام ألوان يستخدم نصوص وأيقونات وعناصر واجهة المستخدم الرسومية ذات اللون الفاتح على خلفية مظلمة.

## استخدام الطاقة
تتطلب أنظمة الإضاءة ذات الألوان الداكنة طاقة أقل لعرضها على بعض تقنيات العرض، مثل شاشات صمام ثنائي عضوي باعث للضوء (بالإنجليزية: OLED)‏ وأنبوب شعاع الكاثود (بالإنجليزية: CRT)‏ وشاشة العرض البلوري السائل (بالإنجليزية: LCD)‏. هذا يمكن أن يؤثر على عمر البطارية ويحافظ على الطاقة بشكل عام.